# 長谷川好道

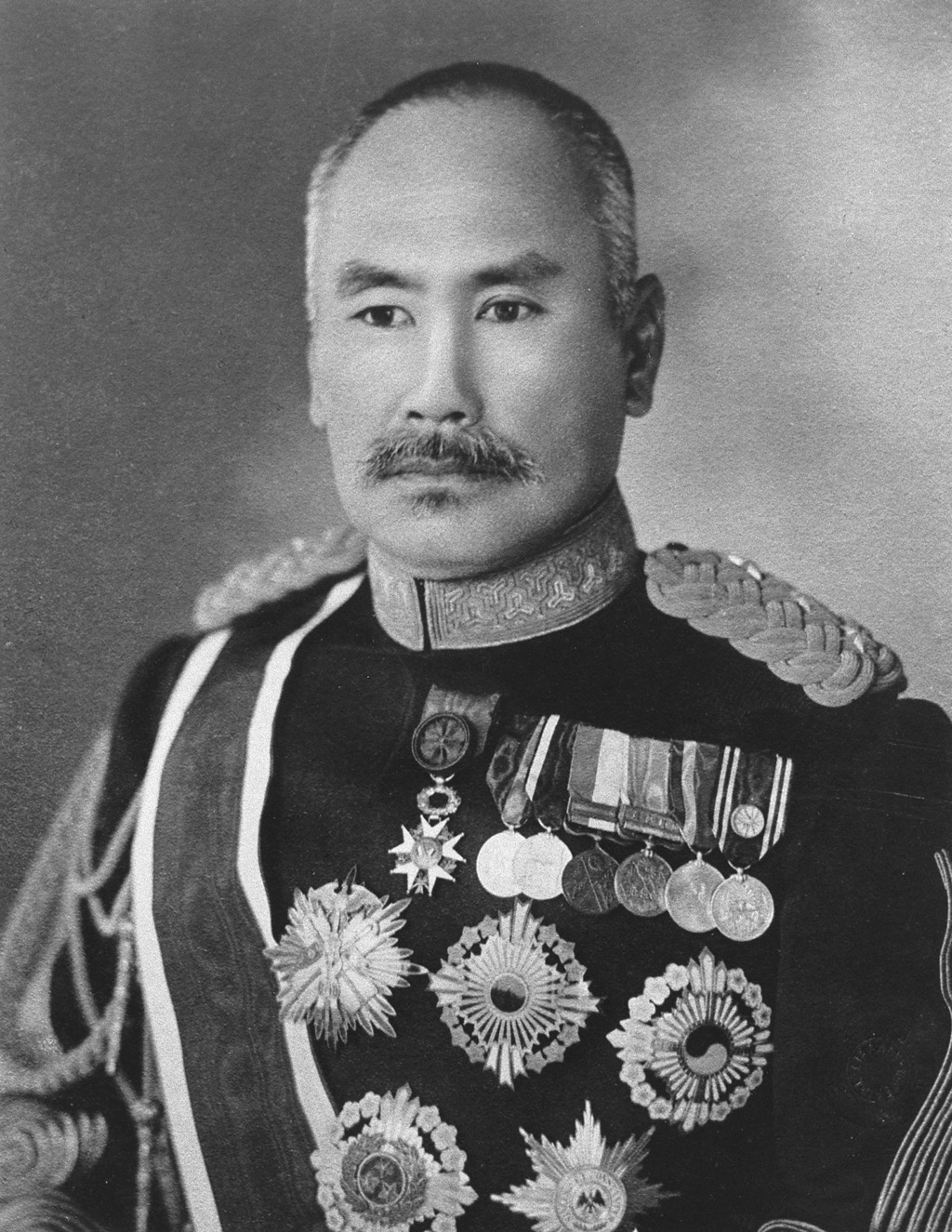
長谷川好道

長谷川好道（日语：／ Hasegawa Yoshimichi，1850年10月1日（嘉永三年八月二十六）—1924年1月27日（大正13年）），日本陸軍軍人。历任韩国驻扎军司令官、日军参謀本部参謀总長、朝鮮总督。官位至元帥陸軍大将、从一位、大勳位、功一級、伯爵。

## 生平
他是長州藩支藩岩国藩武士長谷川藤次郎之子，嘉永3年（1850年）10月1日出生。自幼其父传授其剣術。戊辰战争期间担任精義隊小隊長。
明治执政後是大阪兵学寮学生。明治4年（1871年）8月被授予陸軍少尉心得，同年12月晋升陸軍大尉，担任5番大隊長。明治5年（1872年）4月，晋升陸軍少佐，翌年5月任步兵第1連隊長心得，同年6月以中佐军衔参加西南战争。战後担任广島鎮台步兵第11聯隊長、同鎮台参謀、大阪鎮台参謀長、中部監軍部参謀，晋升为陸軍大佐。1885年（明治18年）奉命前往法国，翌年1886年（明治19年）12月晋升陸軍少将、步兵第12旅团長。担任歩兵第12旅团長時期，参加日清战争，在攻占旅順的战斗立下战功。
1895年（明治28年），以軍功受封男爵爵位，成为華族。1896年（明治29年）6月，晋升陸軍中将，担任第3師团長。1898年（明治31年）改任近衛師团長。日俄战争中，参加鴨绿江会战和辽阳会战。1904年（明治37年）6月，晋升陸軍大将，同年9月担任朝鮮驻扎軍司令官。
1906年（明治39年）4月，獲授功一級金鵄勲章。翌年9月，进爵为子爵。1908年（明治41年）任軍事参議官，1912年（明治45年）1月20日任参謀总長。1915年（大正4年）成為元帥府元帥，进为伯爵。
1916年（大正5年）10月，長谷川接替寺内正毅担任朝鮮总督。总督任中，朝鮮爆发三一独立運動，遭到他的鎮壓，后受到指责，说他是武断政治，3年后由斋藤实接任。
1924年（大正13年）1月28日去世，終年73歲，葬于東京都港区南青山青山靈園。其養子長谷川猪三郎，陸軍士官学校第3期毕业生，军衔至陸軍少将。
| 官衔              | 官衔                           | 官衔              |
| ----------------- | ------------------------------ | ----------------- |
| 前任者： 奥保鞏   | 日军参谋本部参謀总長 1912-1915 | 繼任者： 上原勇作 |
| 官衔              |                                |                   |
| 前任者： 寺内正毅 | 朝鲜总督 1916-1919             | 繼任者： 斋藤实   |